# Controverse sur la sentence arbitrale du 3 octobre 1899 entre le Guyana et le Venezuela
La controverse sur la sentence arbitrale du 3 octobre 1899 est un différend soulevé par le Guyana envers le Venezuela au sujet de la sentence arbitrale de Paris du 3 octobre 1899.

## Controverse

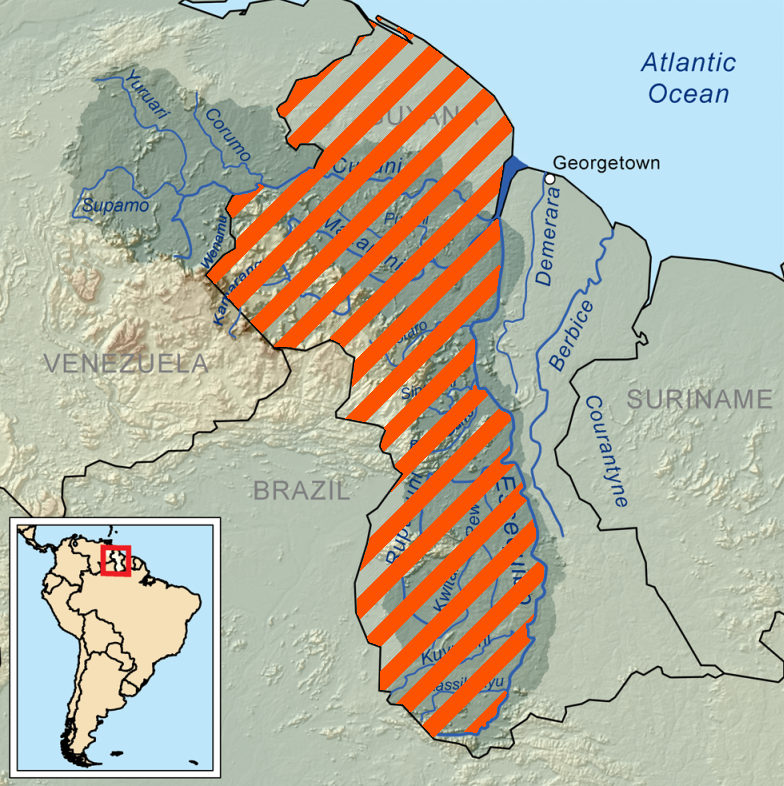
Rayée en orange, la zone administrée par le Guyana (de facto) et revendiquée par le Venezuela..

### Arguments de la position guyanienne
- Le Guyana soutient que la sentence de 1899 a résolu « de manière complète, parfaite et définitive toutes les questions relatives à la détermination de la ligne frontière entre la colonie de la Guyane britannique et le Venezuela ».
- Il souligne également qu’entre novembre 1900 et juin 1904, une commission mixte chargée de délimiter la frontière anglo-vénézuélienne avait « déterminé, délimité et fixé définitivement la frontière établie par la sentence de 1899 ».
- Le 10 janvier 1905, les commissaires avaient signé une déclaration commune (l'« Accord de 1905 »).

### Arguments de la position vénézuélienne
- Le Venezuela considère qu'il fait partie du territoire souverain depuis 1810 ; « cela était déjà établi par les premières Constitutions de 1811 et 1819 ».
- Le Venezuela souligne que l'Accord de Genève soutient la position vénézuélienne qui considère la sentence arbitrale de 1899 comme « nulle et non avenue ».
- Sur la base de l'Accord de Genève, les parties ont convenu en 1966 que « le différend territorial serait résolu par des négociations amicales pour parvenir à un règlement pratique, acceptable et satisfaisant. »

## Affaire portée devant la Cour internationale de justice
Le 29 mars 2018, le Guyana a soumis la demande de résolution du conflit territorial devant la Cour internationale de justice. Le 18 juin 2018, les représentants du Guyana se rendront à la Cour internationale de justice. Le 18 juin, le Venezuela a déclaré qu'il ne participerait pas à la procédure demandée par le Guyana car, pour le gouvernement national, la Cour « manque manifestement de compétence ». Le 19 juin, le Guyana a annoncé qu'elle demanderait à la Cour de trancher en sa faveur, citant l'article 53 du Statut de la Cour internationale de justice. qui indique que « lorsque l'une des deux parties ne se présente pas devant le tribunal ou ne défend pas sa cause, l'autre partie a le droit de communiquer avec le tribunal et de le faire trancher en faveur de sa demande. »
La Cour internationale de justice a exhorté le Guyana à présenter son mémoire jusqu'au 19 novembre 2018 et le Venezuela, sa réponse au contre-mémoire, jusqu'au 18 avril 2019. Les audiences se tiendraient du 23 au 27 mars 2020. Le ministère vénézuélien des Affaires étrangères a rapporté que le 28 novembre En 2019, elle a soumis un mémorandum concernant le procès au Secrétariat de la Cour internationale de justice à La Haye. Le 29 mai 2020, la Cour internationale de justice a annoncé la tenue d'audiences orales à partir du 30 juin. Le 10 décembre 2020, la Cour internationale de justice a annoncé que le 18 décembre elle rendra une décision sur le différend entre le Guyana et le Venezuela. Le 18 décembre, la Cour internationale de justice a rendu une décision, avec 12 voix pour et 4 contre, déclarant qu'elle a compétence pour analyser « la validité de la sentence arbitrale du 3 octobre 1899 et la question du règlement définitif de la frontière terrestre ». Poursuivant le processus, le 8 mars 2021, la Cour internationale de justice a établi que le Guyana devait présenter la liste des arguments ou « mémoire » avant le 8 mars 2022 et la réponse du Venezuela, ou « contre-mémoire », devait être soumise avant le 8 mars 2023. Le 22 mars 2022, le Guyana aurait présenté ses arguments devant la Cour internationale de justice.
Contrairement à sa stratégie contentieuse devant la Cour internationale de justice, le gouvernement du Venezuela a notifié, le 6 juin 2022, la nomination de ses agents ou représentants dans la procédure. La vice-présidente Delcy Eloína Rodríguez Gómez a officiellement notifié à la Cour internationale de justice la désignation de Samuel Reinaldo Moncada Acosta comme agent, et Félix Plasencia González et Elsie Rosales García comme co-agents vénézuéliens. Le 7 juin 2022 et conformément aux procédures du Statut de la Cour internationale de justice, le gouvernement du Venezuela a présenté ses exceptions préliminaires à la demande guyanaise de recevabilité de l'affaire. En réponse, la Cour internationale de justice a suspendu l'analyse du fond de l'affaire et a donné au Guyana un délai, jusqu'au 7 octobre 2022, pour répondre aux objections du Venezuela.